# Pitirim (Voločkov)
Pitirim (světským jménem: Pavel Pavlovič Voločkov; 2. února 1961, Nižnij – 24. června 2025, Syktyvkar) byl ruský duchovní Ruské pravoslavné a arcibiskup syktyvkarský a komi-zyrjanský.

## Život
Narodil se 2. února 1961 v osadě Nižnij Krasnodarského kraje.
Byl hypodiákonem a kelejníkem arcibiskupa krasnodarského a kubáňského Germogena (Orechova).
V letech 1980–1982 sloužil základní vojenskou službu v řadách Sovětské armády.
Dne 22. listopadu 1982 byl biskupem archangelským Isidorem (Kiričenkem) vysvěcen na diákona a ustanoven do služeb v Komijské republiky.
Od 24. prosince 1982 do 27. února 1984 byl diákonem v chrámu Proměnění Páně ve vesnici Ajkino.
Dne 27. srpna 1984 byl postřižen na monacha se jménem Pitirim na počest svatého Pitirima Permského.
Studoval na Moskevských duchovních školách.
Od 27. února 1984 začal působit v Kazaňském chrámu v Syktyvkaru.
Dne 1. března 1987 jej biskup Isidor rukopoložil na jeromonacha.
Dále působil v chrámu svatého Lazara ve městě Oněga, chrámu Všech svatých v Archangelsku či modlitebním domě v Pečorách.
Dne 20. září 1994 se stal představeným Uljanovského monastýru Svaté Trojice.
Dne 7. dubna 1994 byl povýšen na igumena a 6. října 1995 na archimandritu.
Dne 8. října 1995 jej Svatý synod zvolil biskupem syktyvkarským a vorkutským.
Dne 18. prosince 1995 byl oficiálně jmenován biskupem a o den později proběhla v chrámu Zjevení Páně v Moskvě jeho biskupská chirotonie. Světiteli byli patriarcha moskevský Alexij II., metropolita krutický a kolomenský Juvenalij (Pojarkov), arcibiskup odincovský Jov (Tyvoňuk), arcibiskup solněčnogorský Sergij (Fomin), biskup archangelský a murmanský Panteleimon (Dolganov), biskup istrijský Arsenij (Jepifanov), biskup dmitrovský Innokentij (Vasiljev), biskup orechovo-zujevský Alexij (Frolov), biskup krasnogorský Sava (Volkov) a novosibirský a berdský Sergij (Sokolov).
V prosinci 2005 dokončil studium na Kyjevské duchovní akademii.
Dne 16. dubna 2016 by povýšen na arcibiskupa se změnou titulu na syktyvkarský a komi-zyrjanský.
Dne 27. prosince 2016 byl potvrzen ve funkci archimandrity Uljanovského monastýru a Usť-Vymského monastýru.
Zemřel 24. června 2025.